# Collonia donghaiensis
Collonia donghaiensis is een slakkensoort uit de familie van de Colloniidae. De wetenschappelijke naam van de soort is voor het eerst geldig gepubliceerd in 1982 door Dong.